# Gästehaus
Ein Gästehaus ist ein meist separater Bereich eines Gebäudes oder ein eigenständiger Bau, der zur vorübergehenden Unterbringung von Gästen genutzt wird. Diese Gebäude werden in der Regel nicht durchgängig bewohnt oder bewirtschaftet. Die meisten Gästehäuser werden von Gebietskörperschaften oder großen Firmen geführt. Teilweise werden auch entsprechende Einrichtungen von Klöstern und Kommunitäten sowie von Kongresszentren und Tagungsstätten so genannt.
Im Gegensatz zum Gasthaus, zur Pension oder zum Hotel werden Gästehäuser meist nicht vorrangig aus kommerziellen bzw. wirtschaftlichen Gründen betrieben.

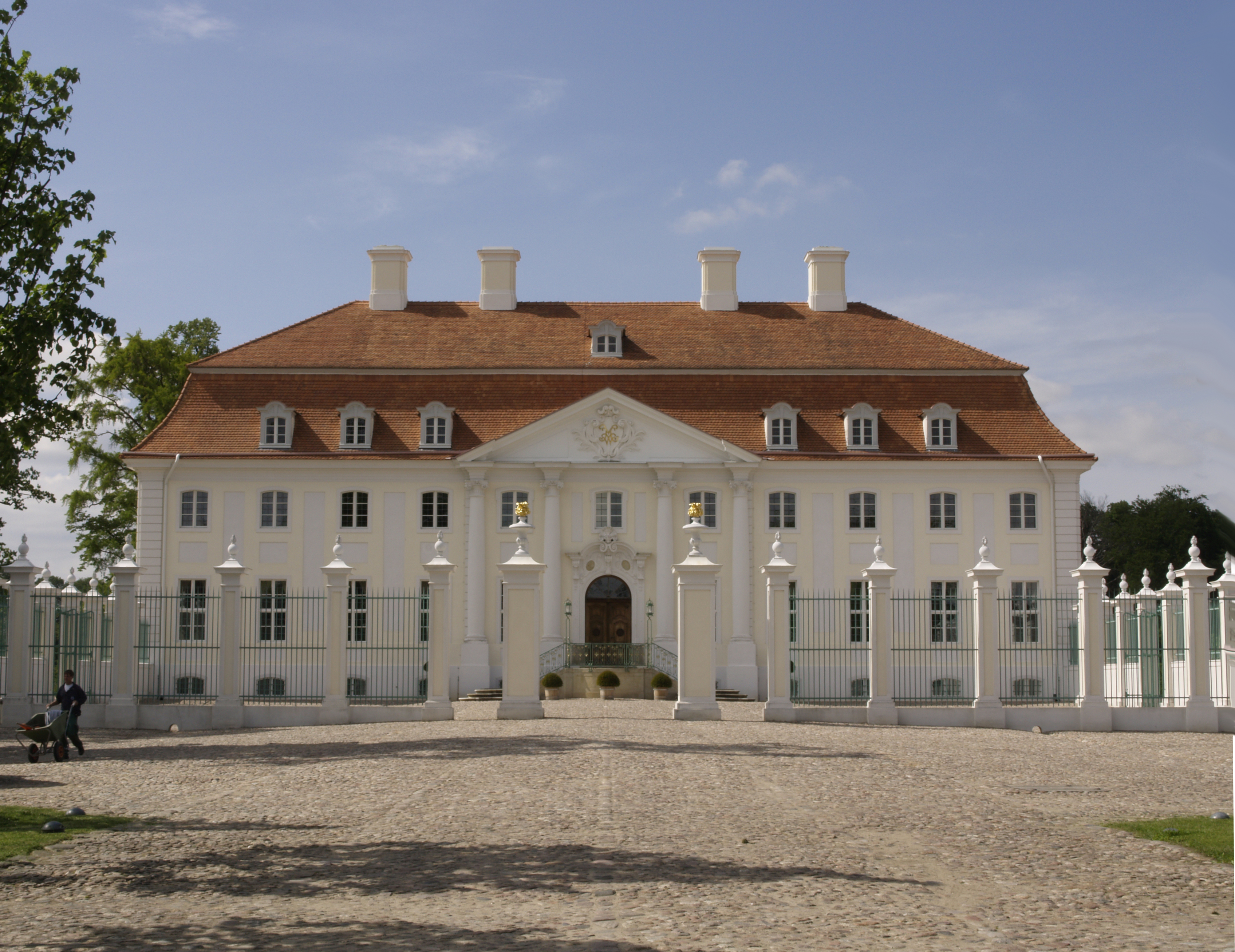
Gästehaus der deutschen Bundesregierung – Schloss Meseberg

## Geschichte
Gästehäuser kamen im 17. Jahrhundert auf. In gehobenen Kreisen war es damals üblich, Gäste nicht in den eigenen Räumlichkeiten, sondern in eigens dafür angelegten Gästehäusern unterzubringen. Diese Übernachtungen waren nötig, da Gäste zu jener Zeit noch weite Reisen per Kutsche auf sich nahmen und nicht am gleichen Tag wieder abreisen konnten.
Auch heute noch werden zum Beispiel Politiker oder Staatsoberhäupter in Gästehäusern untergebracht.

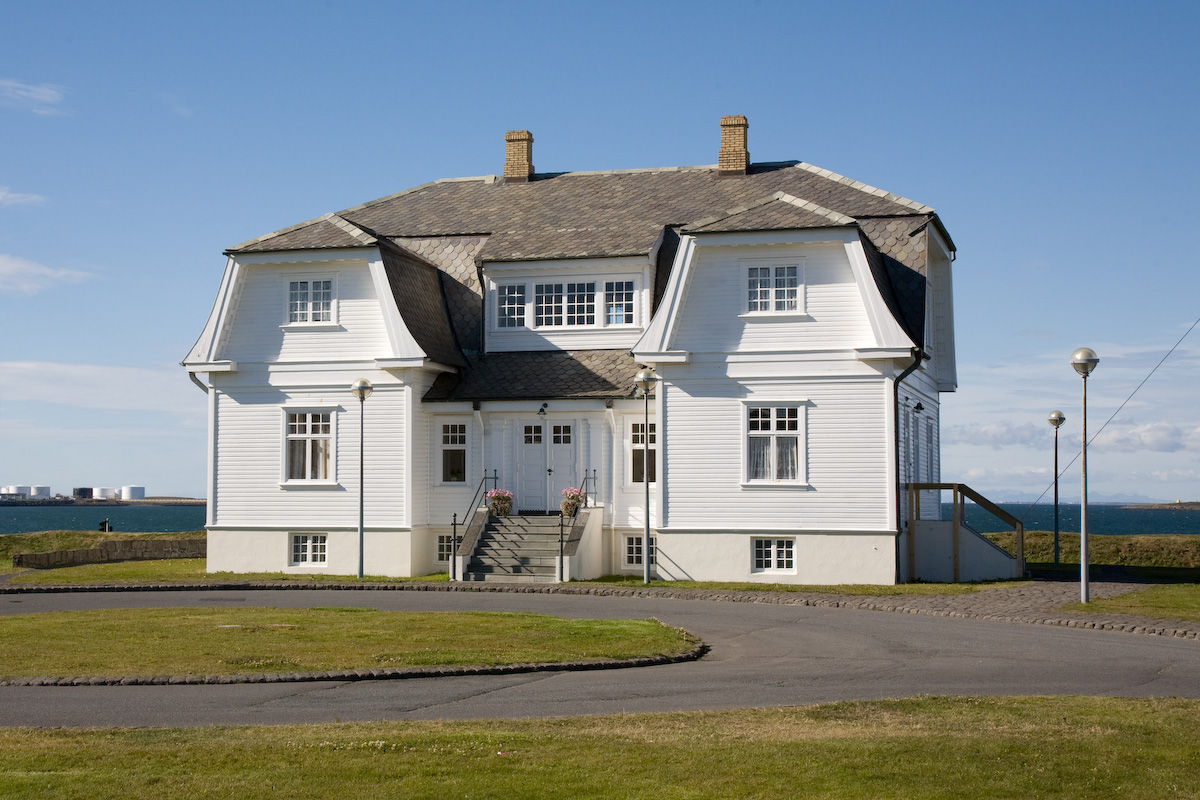
Höfði, das Gästehaus der isländischen Hauptstadt Reykjavík

## Bekannte Gästehäuser
Deutschland
- Gästehaus des Bundes auf dem Petersberg, siehe Bundesgästehaus, Königswinter
- Schloss Gymnich, Gästehaus der Bundesregierung von 1971 bis 1987
- Gästehaus der Bundesregierung auf Schloss Meseberg, Gransee
- Gästehaus des Bentzelschen Hofs, Mainz
- Gästehaus Freundschaft, Bad Saarow
- Gästehaus im Schlosspark Schönhausen, Berlin
- Georg-Christoph-Lichtenberg-Haus, Darmstadt
- Otto-Wolfskehl-Haus, Darmstadt
- Gästehaus der Villa Pellet, Starnberg

Weitere
- Gästehaus der Pallottiner Salzburg
- Blair House, Gästehaus des US-Präsidenten
- Höfði, Gästehaus von Reykjavík